# 1361 w polityce
Wydarzenia polityczne w 1361 roku.

## Zmarli
- 26 lutego Wilhelm I, książę Jülich[1].